# Chioneosoma kokujewi
Chioneosoma kokujewi är en skalbaggsart som beskrevs av Semenov 1895. Chioneosoma kokujewi ingår i släktet Chioneosoma och familjen Melolonthidae. Inga underarter finns listade i Catalogue of Life.